# Рас-эль-Хашуфа
Рас-эль-Хашуфа (араб. رأس الخشوفة‎) — небольшой город на северо-западе Сирии, расположенный на территории мухафазы Тартус. Входит в состав района Сафита. Является центром одноимённой нахии.

## Географическое положение
Город находится в южной части мухафазы, на западных склонах южной части хребта Ансария, на высоте 252 метров над уровнем моря.

Рас-эль-Хашуфа расположена на расстоянии приблизительно 13 километров к востоку-юго-востоку (ESE) от Тартуса, административного центра провинции и на расстоянии 142 километров к северо-северо-западу (NNW) от Дамаска, столицы страны.

## Население
По данным официальной переписи 2004 года численность населения города составляла 5499 человек (2810 мужчин и 2689 женщин). Насчитывалось 1138 домохозяйств. В конфессиональном составе населения преобладают алавиты.

## Транспорт
Ближайший гражданский аэропорт — Международный аэропорт имени Басиля Аль-Асада.